# قوشه‌داغ
قوشه‌داغ (نرمیق) یکی از رشته‌کوه‌های ایران است که درشمال شهر مهربان (روستای نرمی یا نرمیق)وشرق شهر هریس استان آذربایجان شرقی واقع شده‌است. ارتفاع بلندترین نقطه آن از سطح دریا ۳۱۴۹ متر است. رشته‌کوه قوشه‌داغ با جهت شرقی-غربی در سمت شرقی رشته‌کوه سبلان و در سمت غربی رشته‌کوه ارسباران واقع شده‌است. از مهم‌ترین قله‌های این رشته‌کوه می‌توان به اوغلان‌داغی، ساپلاخ، سامانچه و نرمیق اشاره کرد.